# L'empio punito
L'empio punito (título original en italiano; en español, El impío castigado) es una ópera (dramma per musica) en tres actos con música del compositor italiano Alessandro Melani y un libreto de Giovanni Filippo Apolloni y Filippo Accaiuoli, basado en El burlador de Sevilla de Tirso de Molina. La ópera se estrenó en el Teatro di Palazzo Colonna en el histórico distrito Borgo de Roma el 17 de febrero de 1669.
Alessandro Melani tuvo en esta obra la primera experiencia teatral importante. Melani había llegado a Roma el año anterior con su hermano mayor Jacopo. Esta ópera fue un encargo de los Colonna.

## Sinopsis
Está considerada la primera ópera centrada en la figura de Don Juan. El seductor Acrimante se ha fijado en Ipomene, compañera de Cloridoro; y Bibi, criado de Acrimante, pone sus ojos en Delfa, aya de Ipomene. Atrace, soberano y padre de Ipomene, condena a muerte a Acrimante porque encubierto entra una noche en sus habitaciones. En realidad no es él, sino Bibi en busca de Delfa. Atamira, mujer seducida y abandonada por Acrimante, quiere salvarlo ofreciendo al rey sacrificarse por el hombre del que sigue enamorada, y en vez del veneno le suministra un somnífero. Esto da pie a un episodio en que Acrimante sueña que está muerto y en el infierno, y piensa seducir a Proserpina. Al recuperar sus fuerzas, Acrimante se encuentra con Ipomene, pero los descubre el criado Tidemo y Acrimante lo mata. La estatua fúnebre de Tidemo se ve invitado por un burlón Acrimante, que no tiene remordimiento. Invita a la estatua a cenar y a su vez acepta la invitación a cenar del marmóreo Tidemo. En el final feliz, Cloridoro se arrepiente de haber dudado de Ipomene, Bibi y Delfa se abrazan, y Atamira, muerto Acrimante, acepta la mano de Atrace.